# Bronzola
Bronzola (Bronzòla, Bronxóła in veneto) è la più piccola frazione di Campodarsego, in provincia di Padova, che conta 1.328 abitanti, pari all'11,13% della popolazione complessiva del comune. È situata nel graticolato romano a nord-est di Padova, e dista circa 15 km in linea d’aria dal centro di Padova e a 40 km da Venezia.
Confina con Campodarsego, Fiumicello, Sant'Andrea, San Michele delle Badesse e San Giorgio delle Pertiche, e comprende anche la località Campanigalli (meglio conosciuta come Panigale). A Bronzola, come in tutto il territorio del Veneto centrale, si è assistito negli ultimi decenni ad un'urbanizzazione e cementificazione forsennate. Il consumo di suolo ha provocato la quasi completa scomparsa della campagna che caratterizzava da sempre il territorio.  
Nella località, menzionata in varie bolle papali del XII secolo, ovvero in quella di Gregorio IV, nel 1123 da Callisto II, nel 1145 da Eugenio III e nel 1164 da Alessandro III, esisteva la chiesa di San Michele, posteriormente San Pietro, di proprietà sin dall'828 del monastero di Santa Giustina, dei monaci benedettini.
È attraversata dal fiume Tergola, piccolo e sinuoso torrentello che nasce dalla Palude di Onara (PD). Nel suo territorio è presente un antico sito cristiano: la chiesetta di Campanigalli o di Panigale, coeva della chiesa di San Massimo a Borghetto di San Martino di Lupari (PD). Caratteristica di questi siti protocristiani è l'orientamento dell'aula ecclesiale da ovest verso est. Tale orientamento è legato al tema del sol oriens (=il sole che nasce) che richiama la persona di Gesù (luce del mondo).Sin dagli albori del cristianesimo era diffusa la tradizione di orientare i templi, o più in generale i luoghi di culto, verso la direzione est secondo il criterio denominato “Versus Solem Orientem” in quanto, analogamente ai pagani, anche per i cristiani la salvezza e la rinascita erano collegate alla generica direzione cardinale orientale. Gesù Cristo aveva come simbolo il Sole (Sol justitiae, Sol Invictus, Sol Salutis) e la direzione est era simbolizzata dalla croce, rappresentazione del simbolo della vittoria. La simbologia solare così direttamente collegata al Cristo richiedeva quindi un'attenta progettazione dei luoghi di culto e un'altrettanto attenta loro orientazione rispetto alle direzioni astronomiche fondamentali. Nelle Costituzioni Apostoliche (II,7) del IV e V secolo veniva raccomandato ai fedeli di pregare dirigendosi verso l'est e lo stesso celebrante durante l'”Actio Liturgica” doveva parimenti essere rivolto in quella direzione; le Costituzioni Apostoliche, pur non risalendo agli stessi Apostoli, riflettono sicuramente le usanze e le consuetudini più antiche in questo senso. Come conseguenza di tali prescrizioni, tecnicamente si rese necessario progettare e costruire le chiese orientate con l'abside verso oriente e la facciata con la porta d'ingresso in direzione occidentale rispetto al baricentro della costruzione. Una delle personalità più prestigiose che contribuì a diffondere l'idea e l'abitudine di orientare i luoghi di culto verso direzioni solari astronomicamente significative fu Gerberto di Aurillac, noto anche come Gerberto da Reims, nato intorno nel 937 in Alvernia, nella Francia centrale, e monaco benedettino ad Aurillac ed a Reims.
Il toponimo Bronzola è ritenuto una correzione di Brondulum, nel 1299 è citata nei codici carraresi come «Vitla bronzalo», mentre in quello del 1276 è scritto Brunzola. Pare derivi dal nome di persona germanica, Berinza.
Bronzola quindi può avere avuto origini molto antiche, certamente dopo i Longobardi, che dedicavano i passi difficili dei fiumi al santo arcangelo Michele perché li difendesse. 
Bronzola, come località, è nominata molto anticamente: 
Nel documento dell'828 si dice: «ecclesiam... in honore sancii Michaelis in villa que vocatur Brunzolla (m) edifficata». Negli altri documenti sopra riportati si afferma: «ecclesiam... S. Michaelis de Brunzola», sia nel 1123 come nel 1145. Nelle Decime Vaticane del 1297, chiesa soggetta con quella di Fiumicello al Monastero di S. Giustina di Padova, è detta: «Ecclesia S. Petri de Brunzola (subiecta dicto monasterio)». 
Da osservare inoltre la posizione di Bronzola lungo il fiume Tergola. Lungo il percorso di questo fiume navigabile si trovano numerose chiese alcune probabilmente sorte dove si faceva scalo, altre sul «Graticolato Romano». Sono: Villa del Conte, da un lato del fiume, e S. Giustina in Colle dall'altro. Più a valle si trovano le chiese di S. Giorgio delle Pertiche da un lato e Bronzola dall'altro; poi: S. Maria di Panigale e Sant'Andrea; Codiverno e Pionca; infine Peraga e un poco più spostata Vigonza. Di tutte queste chiese, quelle che si trovano su assi importanti sono S. Giorgio delle Pertiche, sul Desmàn, e S. Andrea di Codiverno sull'attuale via Caltana.
Bronzola era una rettoria come le altre del vicinato nel 1297, anche se dipendente dal monastero di S. Giustina di Padova. Il 26 luglio 1453 fu unita da papa Nicolò V a quella di Fiumicello, e al parroco di quest'ultima ne venne affidata, pur mantenendo un proprio curato per questo non fu totalmente assorbita da Fiumicello. 
Da quando Bronzola fu unita a Fiumicello ci furono frequenti dissapori tra il curato di Bronzola e il parroco di Fiumicello, e questo fino al 15 ottobre 1919, quando venne redatto il decreto di autonomia, firmato da S. M. Vittorio Emanuele III, Re d'Italia. Il 15 dicembre 1927, con decreto vescovile, si elevava a parrocchia la curazia autonoma di Bronzola.

## Eventi
Tra gli eventi più conosciuti troviamo la Sagra di SS. Pietro e Paolo che si svolge ogni anno a fine giugno.

## Sport
- US Bronzola